# Franciscus Ernest Alexander van Hövell
Fransiscus (Frans) Ernest Alexander baron van Hövell, heer van 't Joppe (Twello, Huis Wezeveld, 13 mei 1846 - Joppe, Huis 't Joppe, 7 september 1926) was een Nederlands edelman.

## Leven en werk
Van Hövell was de zoon van Clemens Josephus baron van Hövell tot Wesevelt (1811-1846) en Aleida Catharina Maria Ernestina van der Heijden (1816-1878) en zijn moeder hertrouwde in 1852 met Frans van Nispen tot Pannerden.
In 1863 kocht Frans Ernest het landgoed 't Joppe bij Gorssel, waar hij op 17-jarige leeftijd ging wonen omdat hij met zijn stiefvader, die een moeizame persoonlijkheid bezat, niet goed overweg kon.
Frans onderhield dit landgoed uitstekend, en in 1866 verkreeg hij toestemming van aartsbisschop Joannes Zwijsen om op zijn landgoed in de buurtschap Joppe een eigen parochie te mogen stichten. In 1867 werd de parochiekerk ingewijd.
Hij trouwde in 1877 met Rafaëla Maria Boreel de Mauregnault, die vrouwe was van Asten en Ommel, zeven kinderen kreeg en stierf in 1911. Daarna was Frans nog kasteelheer van Asten van 1911 tot 1917, waarop het kasteel overging naar zijn zoon Clemens Ernest Alexander van Hövell van Westervlier en Weezeveld (1878-1956).
Het kasteel Asten bleef echter onbewoond, daar kasteel 't Joppe de woonplaats van deze eigenaren was. Dit leidde ertoe dat het kasteel Asten in verval raakte.